# Léo Chú
Leonardo Alves Chú Franco, mais conhecido como Léo Chú (Porto Alegre, 6 de abril de 2000), é um futebolista brasileiro que atua como ponta-esquerda. Atualmente joga pelo Alverca.[carece de fontes?]

## Carreira
Categorias de Base
Nascido em Porto Alegre, iniciou sua vida no futebol aos 10 anos de idade, nas categorias de base do Grêmio,[carece de fontes?] dando os primeiros passos dentro do clube com o qual identifica-se como torcedor.
Ainda pelas categorias de base, no ano de 2019, é o autor do gol que deu o título de campeão da Copa Rio Grande do Sul de Futebol Sub-20, sagrando-se campeão.
Em 2019, o jogador decidiu como seria uma das suas comemorações mais lembradas. Por conta do seu avô, falecido no mesmo ano, o atleta via vídeos que contavam a campanha do Grêmio do Mundial de 1983 e isso o incentivou a imitar a comemoração de Tarciso Flecha Negra.
| “                                    | Meu avô desde pequeno me fazia assistir o mundial que o Grêmio conquistou em 83 e quando eu cheguei no Grêmio eu era muito rápido, minha característica era muito parecida com o Tarciso Flecha Negra. [...] Em 2019 quando eu subi pro profissional, ele acabou falecendo e eu disse: 'Se eu fizer um gol amanhã vou dar uma flechada'. Nós ganhamos o jogo, eu fiz o gol e dei a flechada. E o que me pegou foi ver a filha dele (Tarciso) chorando emocionada. Que bom que eu consegui tocar no coração da família dele e dos torcedores do Grêmio também. | ” |
| — Léo sobre sua icônica comemoração. | |   |

### Ceará
No ano de 2021 teve seu contrato renovado com o Grêmio e foi emprestado para o Ceará, com a finalidade de pegar maior experiência.
Foi pelo clube cearense que Léo Chú fez sua estreia como profissional, no jogo em que o Vozão venceu o Corinthians pelo placar de 2x1, e logo na estreia já se destacou ao ter sido o responsável pelo cruzamento que resultou no gol contra de Gil.
Pelo Ceará foi um dos destaques do Brasileirão, onde foi tido como líder de assistências dentre os jogadores com menos de 23 anos do campeonato. Deixou o Ceará com 30 jogos, três gols e seis assistências, além do título da Copa do Nordeste de 2020.

### Retorno ao Grêmio
Após boa passagem pelo Vozão, retorna ao Grêmio para ser reaproveitado pela equipe, fazendo parte da equipe de jovens que iniciou o Gauchão 2021.
Após algumas passagens discretas, como no jogo contra o Esportivo, onde fora expulso após receber dois cartões amarelos por simulação, recebeu nova chance no Grenal 430, onde correspondeu as expectativas e marcou um belo gol de fora da área, curiosamente com a perna direita, que não é tida como a boa, fato que gerou algumas resenhas com o ex-colega de base Tetê..  
Após ser vendido ao clube estadunidense Seattle Sounders, Leo Chú deixou o Grêmio após quase nove anos de clube entre base e profissional. No time de cima, o ponta disputou 23 jogos, tendo marcado três gols e dando três assistências, além de ter conquistado o Campeonato Gaúcho de 2021.

### Seattle Sounders

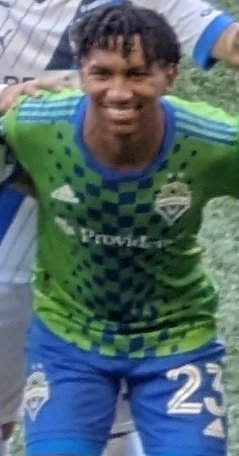
Léo em 2023 pelo Seattle Sounders.

Em 5 de agosto de 2021, foi anunciado como nova contratação do clube americano Seattle Sounders, o jogador assinou um contrato até dezembro de 2024. Em entrevista, o jogador falou que a escolha dele de ir ao clube também foi motivada por outros jogadores:
| “                                                                    | Eu tava no Grêmio procurando algumas alternativas de saída, meu empresário falou do Seattle Sounders e me disse: ‘Liga pro João Paulo’. Liguei para o João, perguntei as coisas, comecei a ver os vídeos no Youtube, clube estruturado, com muita história na MLS. Perguntei a alguns amigos que tinham jogado na MLS, Thiago Santos falou muito bem do time. E aceitei. No dia seguinte já tive que ir pro Grêmio correndo porque a janela ia fechar a noite. Então foi tudo muito corrido. Era pra acontecer. Era pra eu estar aqui. Tudo um propósito. | ” |
| — Léo sobre sua saída do Grêmio e decisão de ir ao Seattle Sounders. | |   |

Nos Estados Unidos, o brasileiro tivera um início discreto. Após ficar três jogos como suplente, ele estreou na 23ª rodada da MLS de 2021 e fizera 45 minutos contra o San Jose Earthquakes. Dois jogos depois, comemorou seu primeiro gol ao marcar na goleada por 4 a 1 diante o Vancouver Whitecaps.
O gol ajudou o time a disputar os play-offs da MLS, mas a equipe foi eliminada na primeira partida que disputara e sem o sul-americano em campo.
Apesar de não ter conquistado o troféu nacional, Léo teve a oportunidade de ver o clube chegar em duas finais já em seu debut no país. Pela Leagues Cup de 2021, estrou na semifinal contra o Santos Laguna e contemplou a vitória da sua equipe. Na final, contudo, não entrou em campo e ficou no vice-campeonato contra o León.
Em 2022, disputando a Copa dos Campeões da CONCACAF, o jogador entrou em campo apenas uma vez na competição. Na partida, jogou os últimos 25 minutos e deixou um gol na goleada por 5 a 1 contra o Fútbol Club Motagua nas oitavas de final. A partir disso, não entrou mais e campo e contemplou a equipe vencer o seu primeiro título continental na história.
A vitória levou o clube a disputar o Mundial de Clubes de 2022, mas o treinador optou por não utilizá-lo e os estadunidenses foram eliminados pelo Al-Ahly Sporting Club já na estreia da competição.
Depois de iniciar sua carreira na MLS em 2021, o jogador tivera de passar por momentos incertos. Em 2022, não marcou nenhum gol em nenhuma das competições nacionais e só tivera uma melhora no ano seguinte, quando conseguiu chegar a marca de cinco gols no Campeonato dos Estados Unidos. Ao todo, em 2023, fizera 39 partidas, dando oito assistências e cinco gols.
Nesse mesmo ano, tivera um grande momento em sua carreira. Na 5ª rodada da Major League Soccer de 2023, em jogo diante o Sporting Kansas City, Chú entrou para história da equipe por ser o primeiro jogador a fazer quatro assistências em um mesmo jogo de MLS do Seattle. A equipe venceu o jogo por 4 a 1.
Seu momento era positivo e o atleta afirmou, em entrevista, que não tinha o desejo de deixar a América do Norte para retornar ao seu país de origem:
| “              | [...] Hoje, eu vivo minha vida aqui. Não tenho tanta saudade da minha vida no Brasil como antes no primeiro ano. Tô realmente feliz aqui, feliz no clube, tô esperando meu filho. É como falei na entrevista passada: ‘Quando a vida da gente se encaminha pra um lugar bom, todas as coisas começam a caminhar junto. | ” |
| — Léo em 2023. | |   |

Em 2023 retornou aos play-offs da MLS, mas apesar de ter sido uma figura constante nessa competição pela primeira vez desde sua chegada, a equipe não conseguiu chegar às semifinais. Nas quartas, após eliminarem o Dallas, o clube enfrentara o Los Angeles FC e perderam a partida por 1 a 0.
Em 2024, contudo, o atleta viria a ter um ano muito irregular. Entre lesões e partidas menos positivas, o brasileiro estava em seu último ano de contrato e não conseguia ter uma sequência por conta de alguns problemas físicos que o tiraram de muitas partidas ao longo da época. Nesse período, o seu nome passou a ser vinculado no Brasil, e o Seattle recusou uma proposta na metade do ano do Fluminense.
O clube fizera uma temporada consistente e rumou às finais da Conferência Oeste na MLS de 2024. Esse foi o único jogo do atleta nessa fase da competição, mas o Los Angeles Galaxy conseguiu superar o time de Léo, que esteve em campo por apenas dois minutos, e se sagrou campeão.
Mesmo tendo feito poucas partidas, a equipe estadunidense decidiu por renovar o contrato do brasileiro por mais um ano assim que o time não tinha mais chances de chegar às finais da MLS. Desse modo, o jogador tinha mais um período a permanecer no país americano.

### FC Dallas
Em janeiro de 2025, Léo Chú foi anunciado como novo reforço do FC Dallas.

## Títulos
Grêmio
- Campeonato Gaúcho: 2021
- Recopa Gaúcha: 2021

Ceará
- Copa do Nordeste: 2020

Seattle Sounders
- Liga dos Campeões da CONCACAF: 2022